# Gustav Gräser
Gustav Arthur Gräser (Brassó, 1879. február 16. – München, 1958. október 27.) erdélyi szász származású spirituális tanítómester és művész, ismert filozófus és pacifista. Követői prófétaként tisztelték, szerintük „egy új Assisi Szent Ferenc”, és a Nietzsche és Whitman által megálmodott „emberfeletti ember” megtestesítője volt. A békét, egyszerűséget, a természettel való harmóniában élést hirdette; tanításai művészek, békepártiak, hippik nemzedékeire voltak hatással. Háborúellenes beszédei és írásai miatt a hatalom számos alkalommal zaklatta, többször letartóztatták. Gusto Gräser és Arthur Siebenbürger néven is ismerték.

## Élete és munkássága
Apja Carl Samuel Gräser (1839–1894) ügyvéd, anyja Charlotte Pelzer (1854–1920). Brassóban a Mester utca (Schulmeistergasse, ma str. Vlad Țepeș) 1. szám alatt laktak; itt született 1879-ben Gustav Gräser, négy testvér közül a legfiatalabb. Már kiskorától verseket írt. A középiskolát Nagyszebenben kezdte, de 15 éves korában félbehagyta tanulmányait. 17 éves korában egy szobrával aranyérmet nyert az 1896-os millenniumi ünnepségek alkalmából rendezett budapesti kiállításon. Ezután Bécsben rövid ideig művészetet tanult; itt nagy hatással voltak rá Karl Wilhelm Diefenbach társadalmi megújulás-elméletei. Erdélybe hazatérve megfestette Der Liebe Macht (A szeretet ereje) olajfestményét, mely az iparosított, pragmatikus, önpusztító világ helyett a természettel összhangban való életmódot helyezi előtérbe.
1899-ben egy látomásos élménye után megszakította kapcsolatát családjával és mesterség vagy szakma nélkül, bátyjával együtt vándorolni indult Európában, keresve a hozzá hasonló, megvilágosodott elméjű emberek társaságát. Többen csatlakoztak hozzájuk, és 1900 őszén a svájci Ascona területén álló Monte Verità-n megalapították  utópisztikus közösségüket, ahol „felsőbb igazságot” kereső fiatalok generációi találtak otthonra. Egy évre rá azonban Gräser elhagyta a kolóniát, mert nem értett egyet annak mindinkább kereskedelmi és turisztikai irányba való sodródásával, és egy Ascona melletti barlangba költözött (Pagangrott), ahol évekig remeteként élt. Itt fogadta 1907-ben Hermann Hesse-t, akivel életre szóló barátságot kötött. Hessén kívül Gräser nagy hatással volt többek között Carl Jungra, Martin Heideggerre, Gerhart Hauptmannra, Paul Kleere, Hans Arpra is. A barlang közelében lejtett táncai befolyással voltak a modern táncművészet úttörőire, például Lábán Rudolfra és Mary Wigmanre.
1908-ban élettársi kapcsolatot létesített Elisabeth Dörr (1874–1955) ötgyermekes özvegyasszonnyal, akivel 1918-ig élt együtt; kettejüknek három gyermekük született. Az 1910-es évek elején Gräser családjával együtt Németországban kóborolt, ad-hoc előadásokat tartva a békéről és a természetközeli életstílusról; beszédeit könyvben is kiadta. Barátságot kötött Gustav Landauer és Gustav Wyneken szabadgondolkodókkal és csatlakozott a Wandervogel ifjúsági mozgalomhoz. Idővel a németországi pacifizmus meghatározó egyénisége lett, számtalan követőre téve szert a fiatalok és az intellektuálisok körében. A többség számára azonban akkoriban értelmezhetetlen volt a társadalomtól való visszavonulás, és a hatalom sem nézte jó szemmel vezetői tevékenységét; többször letartóztatták, majd 1915-ben Ausztriába toloncolták. Itt a sorkatonai szolgálat megtagadása miatt halálra ítélték, de végül kivégzés helyett elmegyógyintézetbe utalták, ahonnan Thomas Mann közbenjárásának köszönhetően hamarosan kiengedték. Szabadulása után visszatért a Monte Verità-i közösségbe.
Később ismét Németországba ment, és 1920-ban az országot járta követőivel, utazásának A szeretet hadjárata (Kreuzzug der Liebe) nevet adva. 1927-től a berlini Háborúellenes Múzeumban (Antikriegsmuseum) dolgozott és előadásokat tartott, időnként vándorolt és írásait terjesztette. Háborúellenes szónoklatai és pacifista vezetői szerepe miatt mind több támadásban és zaklatásban volt része; több országból és tartományból kitoloncolták, többször letartóztatták és halállal fenyegették. A nácik 1933-as hatalomátvétele után koncentrációs táborba zárták, és megtiltották, hogy alkosson. 1940-ben Lipcsébe majd Münchenbe menekült; ismerősei házaiban lakott, a városi könyvtárban és a Klein Bukarest kávéházban dolgozott, és a tiltás ellenére továbbra is írt. Magányosan, elfeledve, nincstelenül hunyt el életének 80. évében.
Gräser személye, munkássága az 1970-es évekig csak szűk körökben volt ismert; azóta számos könyv, film, színdarab készült róla. Életrajzának fő kutatója a német Hermann Müller.

## Művei

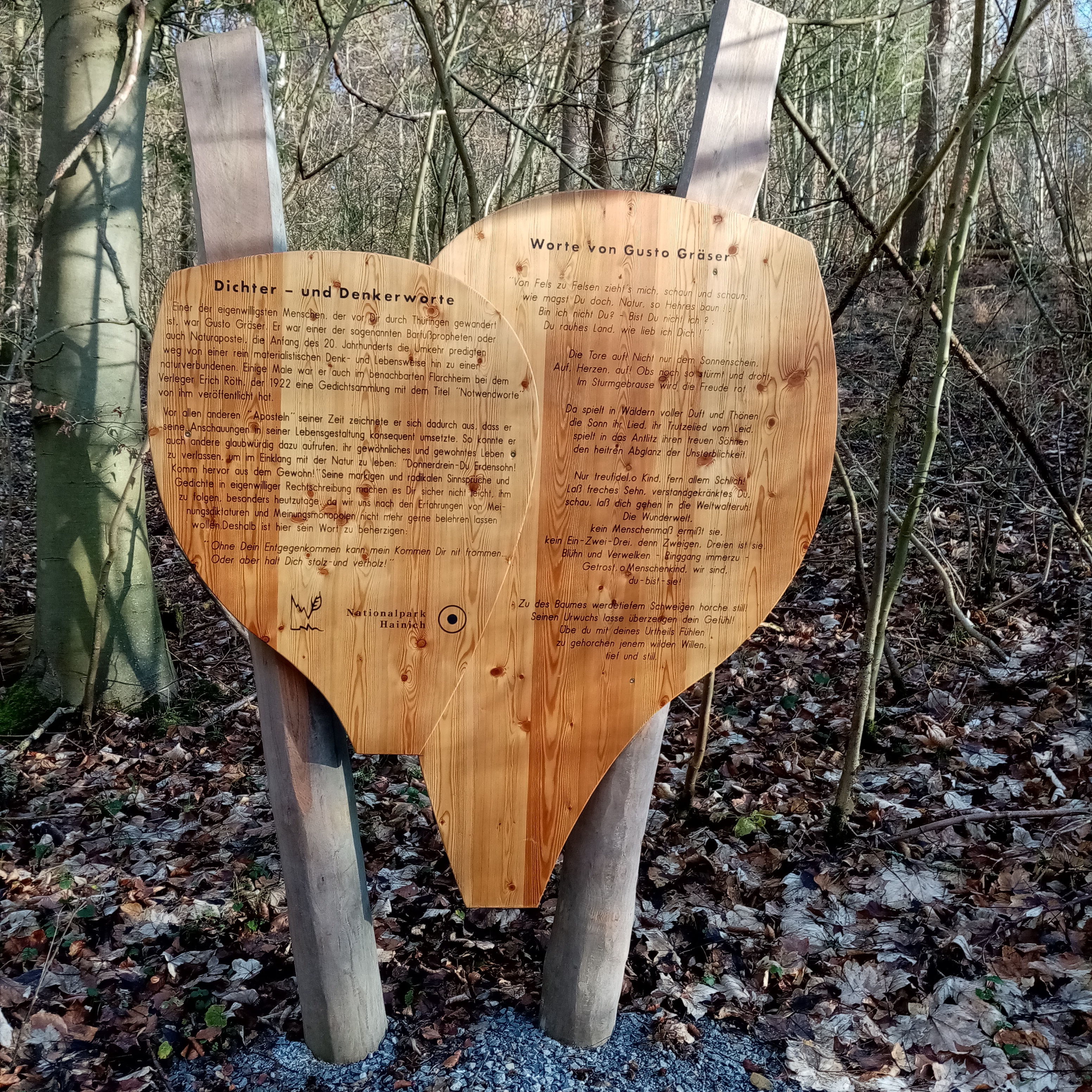
Gusto Gräser szavai a Brunstal kalandösvényen, a Hainich Nemzeti Park északi részén (Türingia, 2019)

Az évszám a kiadás dátuma. Írásainak egy részét csak halála után adták ki, egyes művei máig kiadatlanok.
- Efeublätter (versek), Bécs, 1902
- Ein Freund ist da – mach auf! (röpirat), Berlin, 1912
- Winke zur Genesung unsres Lebens (versek, példázatok), Ascona, 1918
- Zeichen des Kommenden. (rajzok), Drezda, 1925
- Notwendwerk (versek, rajzok), Drezda, 1926
- Bucheckern (röpirat), Berlin, 1930
- Wortfeuerzeug (versek, példázatok), Berlin, 1930
- AllBeDeut (filozófiai mű), Freundenstein, 2005
- Gedichte des Wanderers (válogatás verseiből), Klingenberg am Main, 2006
- Erdsternzeit (válogatás késői munkáiból), Recklinghausen, 2007
- Tao. Das heilende Geheimnis (filozófiai mű), Recklinghausen, 2008

## Méltatása, emlékezete
- Martin Green történész szerint Gräser „a Nyugat Gandhija”.
- A hippi és a környezetvédő mozgalom egyik előfutárának tartják, az 1960-as években a hippi mozgalom egyik szimbóluma lett.
- Hermann Hesse német író könyveinek több szereplőjét és cselekménymozzanatát Gräserről és kalandjairól mintázta. Alakja feltűnik Gerhart Hauptmann, A. S. Byatt, Daphne du Maurier műveiben is.
- A korai Monte Verità-i közösséget az „alternatív mozgalom bölcsőjének” és „a modernitás Gráljának” tartják.